# Biri, Bắc Samar

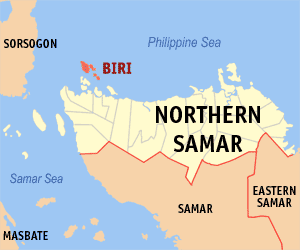
Bản đồ Northern Samar với vị trí của Biri

Biri là một đô thị hạng 5 ở tỉnh Northern Samar, Philippines. Theo điều tra dân số năm 2015, đô thị này có dân số 11.767 người trong. Đảo này nổi tiếng với các kiến tạo đá có hình thù kỳ lạ ở bờ biển bắc, trông ra eo biển San Bernardino.

## Barangay
Biri được chia thành 8 barangay.
- Poblacion (Biri)
- MacArthur
- Kauswagan (Basud)
- Pio Del Pilar
- Progress or Talisay
- San Antonio
- San Pedro
- Santo Niño